# السيد بروكس
السيد بروكس (بالإنجليزية: Mr. Brooks)‏ هو فيلم إثارة تم إنتاجه في الولايات المتحدة وصدر في سنة 2007.

## بطولة
- كيفين كوستنر
- ديمي مور
- داين كوك
- مارج هيلجنبرجر
- دانييل باناباكر

## القصة
(إيرل بروكس) هو رجل أعمال ورجل مجتمع شهير، حصل بروكس على جائزة رجل العام. ولكن ما لا يعرفه الجميع أن السيد بروكس يُخفي سرًا رهيبًا. فبروكس مصاب بمرض الفصام وشخصيته الأخرى هي للسفاح (مارشال) الذي يعمل في الخفاء، لم يقم بعملية قتل منذ عامين؛ حيث يحاول التحكم في نفسه بكل قوة، يظهر مارشال ويحاول دفعه للعودة إلى القتل مجددًا. يضعف بروكس أمام مارشال ويقوم بقتل رجل وامرأة، ولكنه لم يكن يعلم أن هناك من قام بتصويره Ismail Aboudinar في أثناء الجريمة.

## الميزانية والإيرادات
بلغت تكلفة إنتاج الفيلم حوالي 20 مليون دولار بينما حقق أرباحا تقدر بـ 48,121,965 دولار.

## وصلات خارجية
- السيد بروكس على موقع IMDb (الإنجليزية)
- السيد بروكس على موقع ميتاكريتيك (الإنجليزية)
- السيد بروكس على موقع روتن توميتوز (الإنجليزية)
- السيد بروكس على موقع نتفليكس (الإنجليزية)
- السيد بروكس على موقع قاعدة بيانات الأفلام العربية
- السيد بروكس على موقع ألو سيني (الفرنسية)
- السيد بروكس على موقع Turner Classic Movies (الإنجليزية)
- السيد بروكس على موقع أول موفي (الإنجليزية)
- السيد بروكس على موقع بوكس أوفيس موجو (الإنجليزية)
- السيد بروكس على موقع فيلمافينيتي (الإسبانية)

1. ↑  وصلة مرجع: http://stopklatka.pl/film/mr-brooks. الوصول: 8 يوليو 2016.
2. ↑  وصلة مرجع: http://www.imdb.com/title/tt0780571/. الوصول: 8 يوليو 2016.
3. ↑  وصلة مرجع: http://www.allocine.fr/film/fichefilm_gen_cfilm=109176.html. الوصول: 8 يوليو 2016.
4. ↑  مذكور في: قاعدة بيانات الأفلام التشيكية السلوفاكية. لغة العمل أو لغة الاسم: التشيكية. تاريخ النشر: 2001.